# Leichtathletik-Weltmeisterschaften 2009/Teilnehmer (Japan)
| Gelbes Symbol für Goldmedaillen mit stilisierten Olympischen Ringen | Graues Symbol für Silbermedaillen mit stilisierten Olympischen Ringen | Braundes Symbol für Bronzemedaillen mit stilisierten Olympischen Ringen |
| ------------------------------------------------------------------- | --------------------------------------------------------------------- | ----------------------------------------------------------------------- |
| —                                                                   | 1                                                                     | 1                                                                       |

Der japanische Leichtathletik-Verband stellte 57 Athleten bei den Leichtathletik-Weltmeisterschaften 2009 in Berlin.

## Ergebnisse

### Männer

#### Laufdisziplinen
| Athlet                                                           | Disziplin        | Vorlauf      | Vorlauf | Viertelfinale      | Viertelfinale      | Halbfinale         | Halbfinale         | Finale             | Finale             |
| Athlet                                                           | Disziplin        | Zeit         | Platz   | Zeit               | Platz              | Zeit               | Platz              | Zeit               | Platz              |
| ---------------------------------------------------------------- | ---------------- | ------------ | ------- | ------------------ | ------------------ | ------------------ | ------------------ | ------------------ | ------------------ |
| Masashi Eriguchi                                                 | 100 m            | 10,38 s      | 31      | 10,45 s            | 36                 | nicht qualifiziert | nicht qualifiziert | nicht qualifiziert | nicht qualifiziert |
| Shintaro Kimura                                                  | 100 m            | 10,47 s      | 46      | 10,54 s            | 37                 | nicht qualifiziert | nicht qualifiziert | nicht qualifiziert | nicht qualifiziert |
| Naoki Tsukahara                                                  | 100 m            | 10,28 s      | 12      | 10,15 s            | 12                 | 10,25 s            | 15                 | nicht qualifiziert | nicht qualifiziert |
| Kenji Fujimitsu                                                  | 200 m            | 20,69 s      | 7       | 20,97 s            | 25                 | nicht qualifiziert | nicht qualifiziert | nicht qualifiziert | nicht qualifiziert |
| Hitoshi Saitō                                                    | 200 m            | 21,38 s      | 47      | nicht qualifiziert | nicht qualifiziert | nicht qualifiziert | nicht qualifiziert | nicht qualifiziert | nicht qualifiziert |
| Shinji Takahira                                                  | 200 m            | 20,86 s      | 23      | 20,69 s            | 17                 | nicht qualifiziert | nicht qualifiziert | nicht qualifiziert | nicht qualifiziert |
| Hideyuki Hirose                                                  | 400 m            | 46,80 s      | 37      |                    |                    | nicht qualifiziert | nicht qualifiziert | nicht qualifiziert | nicht qualifiziert |
| Yūzō Kanemaru                                                    | 400 m            | 46,83 s      | 38      |                    |                    | nicht qualifiziert | nicht qualifiziert | nicht qualifiziert | nicht qualifiziert |
| Yuichiro Ueno                                                    | 5000 m           | 14:30,76 min | 34      |                    |                    |                    |                    | nicht qualifiziert | nicht qualifiziert |
| Yuki Iwai                                                        | 10.000 m         |              |         |                    |                    |                    |                    | 29:24,12 min       | 25                 |
| Arata Fujiwara                                                   | Marathon         |              |         |                    |                    |                    |                    | 2:31:06 h SB       | 60                 |
| Satoshi Irifune                                                  | Marathon         |              |         |                    |                    |                    |                    | 2:14:54 h SB       | 14                 |
| Kazuhiro Maeda                                                   | Marathon         |              |         |                    |                    |                    |                    | 2:19:59 h          | 39                 |
| Atsushi Satō                                                     | Marathon         |              |         |                    |                    |                    |                    | 2:12:05 h          | 6                  |
| Masaya Shimizu                                                   | Marathon         |              |         |                    |                    |                    |                    | 2:14:06 h          | 11                 |
| Kensuke Takahashi                                                | Marathon         |              |         |                    |                    |                    |                    | DNS                | DNS                |
| Isamu Fujisawa                                                   | 20 km Gehen      |              |         |                    |                    |                    |                    | 1:25:12 h          | 29                 |
| Kōichirō Morioka                                                 | 20 km Gehen      |              |         |                    |                    |                    |                    | 1:21:48 h          | 10                 |
| Kōichirō Morioka                                                 | 50 km Gehen      |              |         |                    |                    |                    |                    | 3:56:21 h          | 17                 |
| Yūsuke Suzuki                                                    | 20 km Gehen      |              |         |                    |                    |                    |                    | 1:30:21 h          | 41                 |
| Takayuki Tanii                                                   | 50 km Gehen      |              |         |                    |                    |                    |                    | DSQ                | DSQ                |
| Yūki Yamazaki                                                    | 50 km Gehen      |              |         |                    |                    |                    |                    | DSQ                | DSQ                |
| Tasuku Tanonaka                                                  | 110 m Hürden     | 13,84 s      | 38      |                    |                    | nicht qualifiziert | nicht qualifiziert | nicht qualifiziert | nicht qualifiziert |
| Kenji Narisako                                                   | 400 m Hürden     | 49,60 s      | 16      |                    |                    | nicht qualifiziert | nicht qualifiziert | nicht qualifiziert | nicht qualifiziert |
| Kazuaki Yoshida                                                  | 400 m Hürden     | 49,45 s PB   | 12      |                    |                    | 50,34 s            | 16                 | nicht qualifiziert | nicht qualifiziert |
| Yoshitaka Iwamizu                                                | 3000 m Hindernis | 8:39,03 min  | 26      |                    |                    |                    |                    | nicht qualifiziert | nicht qualifiziert |
| Masashi Eriguchi Naoki Tsukahara Shinji Takahira Kenji Fujimitsu | 4 × 100 m        | 38,53 s      | 4       |                    |                    |                    |                    | 38,30 s SB         | 4                  |

#### Sprung/Wurf
| Athlet            | Disziplin      | Qualifikation | Qualifikation | Finale             | Finale             |
| Athlet            | Disziplin      | Weite/Höhe    | Platz         | Weite/Höhe         | Platz              |
| ----------------- | -------------- | ------------- | ------------- | ------------------ | ------------------ |
| Naoyuki Daigo     | Hochsprung     | 2,20 m        | 22            | nicht qualifiziert | nicht qualifiziert |
| Daichi Sawano     | Stabhochsprung | 5,55 m        | 12            | 5,50 m             | 10                 |
| Takafumi Suzuki   | Stabhochsprung | 5,25 m        | 29            | nicht qualifiziert | nicht qualifiziert |
| Daisuke Arakawa   | Weitsprung     | 7,53 m        | 41            | nicht qualifiziert | nicht qualifiziert |
| Yukifumi Murakami | Speerwurf      | 83,10 m PB    | 2             | 82,97 m            | Bronze             |

#### Zehnkampf
| Athlet        | Disziplin | 100 m   | Weit- sprung | Kugel- stoßen | Hoch- sprung | 400 m      | 110 m Hürden | Diskus- wurf | Stabhoch- sprung | Speer- wurf | 1500 m         | Punkte  | Platz |
| ------------- | --------- | ------- | ------------ | ------------- | ------------ | ---------- | ------------ | ------------ | ---------------- | ----------- | -------------- | ------- | ----- |
| Daisuke Ikeda | Ergebnis  | 11,16 s | 7,09 m PB    | 13,43 m PB    | 1,87 m SB    | 49,28 s PB | 14,90 s      | 39,72 m      | 4,60 m PB        | 63,73 m     | 4:22,39 min PB | 7788 PB | 26    |
| Daisuke Ikeda | Punkte    | 825     | 835          | 693           | 687          | 848        | 862          | 659          | 790              | 794         | 795            | 7788 PB | 26    |

### Frauen

#### Laufdisziplinen
| Athletin                                                     | Disziplin        | Vorlauf         | Vorlauf | Viertelfinale      | Viertelfinale      | Halbfinale         | Halbfinale         | Finale             | Finale             |
| Athletin                                                     | Disziplin        | Zeit            | Platz   | Zeit               | Platz              | Zeit               | Platz              | Zeit               | Platz              |
| ------------------------------------------------------------ | ---------------- | --------------- | ------- | ------------------ | ------------------ | ------------------ | ------------------ | ------------------ | ------------------ |
| Chisato Fukushima                                            | 100 m            | 11,52 s         | 26      | 11,43 s            | 17                 | nicht qualifiziert | nicht qualifiziert | nicht qualifiziert | nicht qualifiziert |
| Chisato Fukushima                                            | 200 m            | 23,40 s         | 26      |                    |                    | nicht qualifiziert | nicht qualifiziert | nicht qualifiziert | nicht qualifiziert |
| Momoko Takahashi                                             | 100 m            | 11,75 s         | 36      | nicht qualifiziert | nicht qualifiziert | nicht qualifiziert | nicht qualifiziert | nicht qualifiziert | nicht qualifiziert |
| Momoko Takahashi                                             | 200 m            | 23,61 s         | 32      |                    |                    | nicht qualifiziert | nicht qualifiziert | nicht qualifiziert | nicht qualifiziert |
| Asami Tanno                                                  | 400 m            | 53,30 s         | 27      |                    |                    | nicht qualifiziert | nicht qualifiziert | nicht qualifiziert | nicht qualifiziert |
| Yuriko Kobayashi                                             | 5000 m           | 15:23,96 min SB | 14      |                    |                    |                    |                    | 15:12,44 min SB    | 11                 |
| Yurika Nakamura                                              | 5000 m           | 15:21,01 min PB | 13      |                    |                    |                    |                    | 15:13,01 min PB    | 12                 |
| Yurika Nakamura                                              | 10.000 m         |                 |         |                    |                    |                    |                    | 31:14,39 min PB    | 7                  |
| Kayoko Fukushi                                               | 10.000 m         |                 |         |                    |                    |                    |                    | 31:23,49 min SB    | 9                  |
| Yukari Sahaku                                                | 10.000 m         |                 |         |                    |                    |                    |                    | 33:41,17 min       | 20                 |
| Yukiko Akaba                                                 | Marathon         |                 |         |                    |                    |                    |                    | 2:37:43 h          | 30                 |
| Yoshiko Fujinaga                                             | Marathon         |                 |         |                    |                    |                    |                    | 2:29:53 h          | 13                 |
| Yuri Kanō                                                    | Marathon         |                 |         |                    |                    |                    |                    | 2:26:57 h SB       | 7                  |
| Yoshimi Ozaki                                                | Marathon         |                 |         |                    |                    |                    |                    | 2:25:25 h SB       | Silber             |
| Masumi Fuchise                                               | 20 km Gehen      |                 |         |                    |                    |                    |                    | 1:31:15 h          | 7                  |
| Mayumi Kawasaki                                              | 20 km Gehen      |                 |         |                    |                    |                    |                    | DSQ                | DSQ                |
| Kumi Otoshi                                                  | 20 km Gehen      |                 |         |                    |                    |                    |                    | 1:33:05 h          | 12                 |
| Asuka Terada                                                 | 100 m Hürden     | 13,41 s         | 29      |                    |                    | nicht qualifiziert | nicht qualifiziert | nicht qualifiziert | nicht qualifiziert |
| Sayaka Aoki                                                  | 400 m Hürden     | 1:03,56 min     | 38      |                    |                    | nicht qualifiziert | nicht qualifiziert | nicht qualifiziert | nicht qualifiziert |
| Satomi Kubokura                                              | 400 m Hürden     | 56,91 s         | 24      |                    |                    | nicht qualifiziert | nicht qualifiziert | nicht qualifiziert | nicht qualifiziert |
| Minori Hayakari                                              | 3000 m Hindernis | 9:39,28 min SB  | 24      |                    |                    |                    |                    | nicht qualifiziert | nicht qualifiziert |
| Chisato Fukushima Momoko Takahashi Mayumi Watanabe Maki Wada | 4 × 100 m        | 44,24 s         | 14      |                    |                    |                    |                    | nicht qualifiziert | nicht qualifiziert |
| Sayaka Aoki Asami Tanno Mayu Sato Satomi Kubokura            | 4 × 400 m        | 3:34,46 min     | 14      |                    |                    |                    |                    | nicht qualifiziert | nicht qualifiziert |

#### Sprung/Wurf
| Athletin       | Disziplin      | Qualifikation | Qualifikation | Finale             | Finale             |
| Athletin       | Disziplin      | Weite/Höhe    | Platz         | Weite/Höhe         | Platz              |
| -------------- | -------------- | ------------- | ------------- | ------------------ | ------------------ |
| Takayo Kondō   | Stabhochsprung | 4,10 m        | 28            | nicht qualifiziert | nicht qualifiziert |
| Sachiko Masumi | Weitsprung     | 6,23 m        | 28            | nicht qualifiziert | nicht qualifiziert |
| Yuki Ebihara   | Speerwurf      | 54,81 m       | 25            | nicht qualifiziert | nicht qualifiziert |